# پال کامرر
پل کامرر (به انگلیسی: Paul Kammerer) (۱۷ اوت ۱۸۸۰، در وین - ۲۳ سپتامبر ۱۹۲۶) یک زیست‌شناس اتریشی بود که لامارکیسم را مورد مطالعه و دفاع قرار داد. این نظریه بیان می‌کند موجودات زنده می‌توانند خصوصیات اکتسابی خود را از طریق ژن‌هایشان به نسل بعد منتقل کنند.